# Felix Michel Melki
George Felix Michel Melki (ur. 23 lipca 1994 w Södertälje) – libański piłkarz szwedzkiego pochodzenia grający na pozycji obrońcy lub defensywnego pomocnika. Zawodnik klubu AIK Fotboll i reprezentacji Libanu.

## Kariera
Felix Michel karierę zaczął w szwedzkim Syrianska FC. W 2016 roku przeniósł się do tureckiego Eskişehirsporu. Po dwóch latach powrócił do Szwecji. Występował w AFC Eskilstuna. Z klubem dotarł do finału Pucharu Szwecji. Obecnie gra w AIK Fotboll.
Felix Michel Melki w reprezentacji Libanu zadebiutował 15 listopada 2018 roku w meczu z Uzbekistanem. Został powołany na Puchar Azji 2019. Liban odpadł tam w fazie grupowej, ale Michel Melki zdobył pierwszego gola w wygranym 4:1 meczu z Koreą Północną.